# Paranepanthia praetermissa
Paranepanthia praetermissa är en sjöstjärneart som först beskrevs av Livingstone 1933.  Paranepanthia praetermissa ingår i släktet Paranepanthia och familjen Asterinidae. Inga underarter finns listade i Catalogue of Life.